# 925
Раннє Середньовіччя •  Епоха вікінгів •  Золота доба ісламу •  Реконкіста

## Геополітична ситуація
У Візантії правили Роман I Лакапін та, формально, Костянтин VII Багрянородний. Італійським королем був Рудольф II Бургундський, Західним Франкським королівством правив Рауль I (король Франції), Східним Франкським королівством — Генріх I Птахолов, Бургундією — Людовик III Сліпий.
Північ Італії належить Італійському королівству, середню частину займає Папська область, герцогства на південь від Римської області незалежні, деякі області на півночі та на півдні належать Візантії, інші окупували сарацини. Південь Піренейського півострова займає Кордовський емірат, в якому править Абд ар-Рахман III. Північну частину півострова займають королівство Астурія і об'єднане королівство Галісії та Леону під правлінням Альфонсо IV Чернця. Північну частину Англії утримують дани, на півдні правив Вессекс, який очолює Етельстан.
Існують слов'янські держави: Перше Болгарське царство, де править цар Симеон I, Богемія, Моравія, Хорватія, королем якої є Томіслав I, Київська Русь, де править Ігор. Паннонію окупували мадяри, у яких ще не було єдиного правителя.
Аббасидський халіфат очолює аль-Муктадір, в Іфрикії владу утримують Фатіміди, в Середній Азії — Саманіди. У Китаї триває період п'яти династій і десяти держав. Значними державами Індії є Пала, держава Раштракутів, Пратіхара, Чола. В Японії триває період Хей'ан. На північ від Каспійського та Азовського морів існує Хозарський каганат.

## Події
- Томислав I став королем Хорватії.

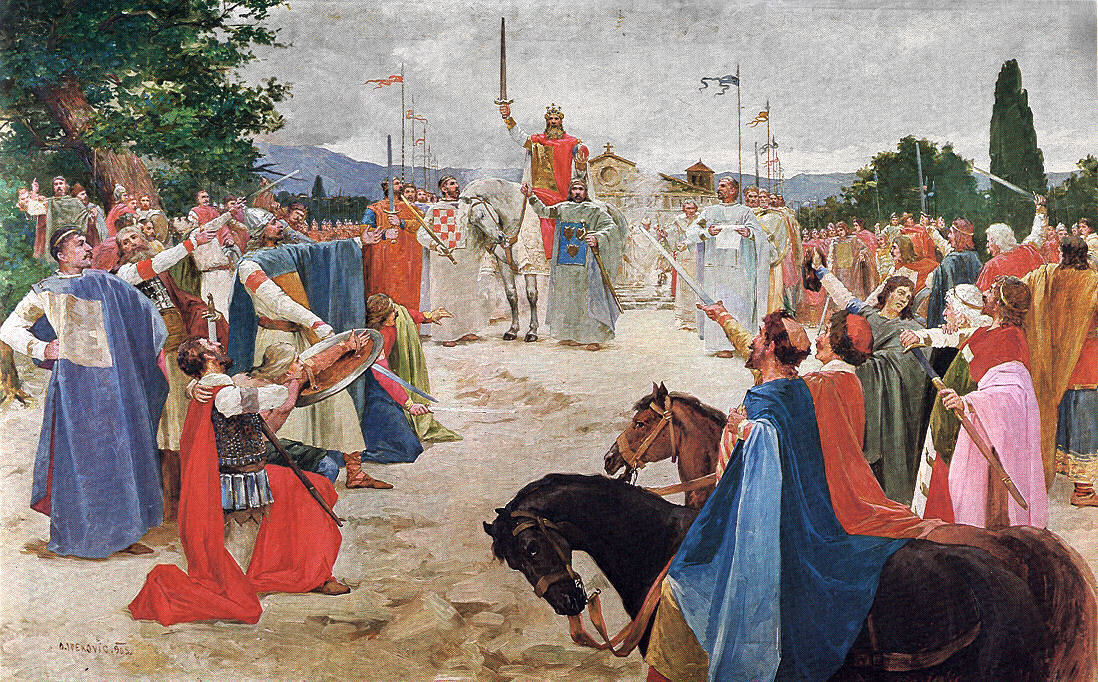
Коронація Томіслава I. Картина Отона Івековича

- Альфонсо IV Чернець став королем Леону.
- Гарсія II став королем Наварри.
- Симеон I проголосив себе царем — імператором болгар та греків.
- Оскільки норман Ролло порушив угоду із Західним Франкським королівством, між його військами та військами франків зав'язалася війна.
- Східнофранкський король Генріх I Птахолов відібрав Лотарингію у Західного Франкського королівства.
- Альберік I Сполетський розсварився з Папою Іваном X і покликав собі на допомогу мадярів. Як наслідок його вбив римський натовп. Дружина Альберіка Марозія, дуже впливова матрона періоду порнократії, згодом взяла собі іншого чоловіка — Гі Тосканського.
- У Китаї війська Пізньої Тан підкорили державу Рання Шу.
- Кидані внаслідок контактів з уйгурами розвинули алфавітне мале письмо.

## Померли
- Миколай Містик